# 19875 Ґедес
19875 Ґедес (19875 Guedes) — астероїд головного поясу, відкритий 24 вересня 1960 року.
Тіссеранів параметр щодо Юпітера — 3,334.